# 松本秋男
松本 秋男（まつもと あきお、1908年〈明治41年〉10月13日 - 1992年〈平成4年〉1月2日）は、日本の工学者・元官僚。工学博士。北海道大学名誉教授、元北見工業大学学長、元電気通信学会副会長。北海道札幌市出身。

## 略歴
1931年（昭和6年）北海道帝国大学工学部を卒業し、逓信省入省。国際電気通信（現KDDI）技術研究所長などを経て、1947年（昭和22年）北海道大学工学部教授。1959年（昭和34年）電気通信学会副会長。1970年（昭和45年）北海道大学停年退官。同名誉教授。1970年（昭和45年）北見工業大学理事・北見工業大学2代学長に就任。1978年北見工業大学退官。

## 研究領域
電気工学を専門とし、伝達回路網学を研究。

## 受賞歴
- 北海道新聞文化賞（1967年）[6]
- 勲二等旭日重光章（1980年）

## 著書
- 『電気通信測定法』（コロナ社, 1939年）
- 篠原登と共著『有線通信概要』（コロナ社, 1941年）
- 『電気通信伝送論』（上巻 , 下巻, 東海書房, 1947年）